# Brigada Judía

Insignia de la Brigada Judía.

La Agrupación de Infantería de la Brigada Judía fue una formación militar del ejército británico que sirvió en Europa durante la Segunda Guerra Mundial. La brigada fue creada en 1944 y parte de su experimentado personal fue empleado contra las Potencias del Eje en Grecia, Oriente Medio y en África oriental. Más de 30.000 judíos del Mandato Británico de Palestina se ofrecieron como voluntarios para servir en las Fuerzas Armadas Británicas, de los cuales 734 murieron durante la guerra.
La brigada y sus predecesores, el Regimiento Palestino y las tres compañías de infantería que se habían formado, se componían principalmente de judíos de Oriente Medio. La brigada estaba representada por soldados judíos de 50 nacionalidades. Muchos eran refugiados, desplazados de países que fueron ocupados o controlados por las potencias del Eje en Europa y Etiopía. Voluntarios del Reino Unido, y el Commonwealth, y otras democracias occidentales, también aportaron contingentes.

## Comienzo
La desintegración del Imperio otomano después del final de la Primera Guerra Mundial y su sustitución como preeminente poder en Oriente Medio por los imperios británico y francés, renovó al movimiento sionista la búsqueda de un estado judío en la región que se convirtió en el Mandato Británico de Palestina (Eretz Israel). La Declaración de Balfour de 1917 significó el primer reconocimiento oficial de una propuesta de este tipo, que proporcionó el impulso necesario para un aumento de la emigración judía conocida como la Tercera Aliyá. Esta emigración progresiva durante los años 1920 y 1930 siguió a la sanción de la Sociedad de Naciones a la Declaración Balfour, teniendo la población judía una expansión de más de 400.000 habitantes antes del comienzo de la Segunda Guerra Mundial.
El 17 de mayo de 1939, el gobierno británico de Neville Chamberlain publicó el Libro Blanco, que abandonó la idea de la partición del Mandato. Tras el estallido de la Segunda Guerra Mundial en septiembre de 1939, el jefe de la Agencia Judía, David Ben Gurión declaró: «Vamos a luchar contra el Libro Blanco como si no hubiera guerra, y combatir en la guerra como si no existe un Libro Blanco.» 
El Presidente de la Organización Sionista Mundial, Chaim Weizmann, ofreció al gobierno británico plena cooperación de la comunidad judía en el Mandato Británico de Palestina e intentó negociar la creación de la brigada para que se identifique judía (bajo bandera judía), bajo los auspicios del ejército británico. Su petición fue rechazada, pero igualmente muchos judíos palestinos se unieron al ejército británico. Quince batallones de judíos palestinos se incorporaron en el ejército británico en septiembre de 1939 y combatió en Grecia en 1941. 

## Regimiento Palestino
Pese a los esfuerzos realizados por los británicos con el fin de obtener igual número de judíos y árabes en el Regimiento Palestino, los judíos ofrecieron tres veces más voluntarios que los árabes. Como resultado de ello, el 6 de agosto de 1942, tres batallones de judíos palestinos y uno árabe se formaron. En ese momento, el regimiento participó fundamentalmente en tareas de guardia en Egipto y África del Norte. Los británicos también querían socavar los esfuerzos de Amin al-Husayni, quien obtuvo con éxito el apoyo de los árabes a las Potencias del Eje contra los Aliados.

## Creación de la Brigada Judía
El 3 de julio de 1944, el gobierno británico dio su consentimiento a la creación de una Brigada Judía, con oficiales superiores judíos y no judíos. El 20 de septiembre de 1944, un comunicado oficial por la Oficina de Guerra anunció la creación de la Agrupación de Infantería de la Brigada Judía del Ejército Británico. La bandera sionista fue aprobada oficialmente como estandarte. Se incluyeron más de 5000 voluntarios de judíos del Mandato Británico organizados en tres batallones de infantería y varias unidades de apoyo. 
Los periódicos de la época lo tomaron como un "acierto" y "cinco años de retraso".

## Batallas y Berihah
Bajo el mando del General de Brigada Ernest Benjamin, la Brigada Judía combatió contra los alemanes en Italia desde marzo de 1945 hasta el final de la guerra, en mayo de ese mismo año, y luego fue destinado en Tarvisio, cerca de la frontera entre Italia, Yugoslavia y Austria. Más de 400 voluntarios de la brigada combatieron en la Batalla de Bir-el Harmat en Libia. En julio de 1945, la brigada se desempeñó en Bélgica y Países Bajos. 
Desempeñó un papel clave en la Berihah, realizando grandes esfuerzos para ayudar a escapar a los judíos de Europa al Mandato Británico, un papel que muchos de sus miembros continuará después de disuelta la brigada. Entre sus proyectos, estaba incluida la educación y el cuidado de los niños de Selvino.
De los más de 30.000 voluntarios judíos del Mandato Británico de Palestina que sirvieron en el Ejército Británico durante la Segunda Guerra Mundial, más de 700 murieron durante el servicio. Algunos de los miembros de la Brigada Judía posteriormente pasaron a ser participantes clave del nuevo Ejército de Israel por su experiencia en la guerra.
La Brigada Judía finalmente se disolvió en el verano de 1946.